# 국제 식물원 보존 연맹
국제 식물원 보존 연맹(Botanic Gardens Conservation International, BGCI)은 영국 런던에 있는 식물원 보존 국제기구이다. 전 세계 118개국, 800여개의 식물원이 회원으로 가입되어 있다.